# Macrotyloma
Macrotyloma là một chi thực vật họ Đậu, trong đó có một số loài đậu dùng làm thực phẩm.
Các loài:
- Macrotyloma africanum
- Macrotyloma axillare
- Macrotyloma daltonii
- Macrotyloma densiflorum
- Macrotyloma ellipticum
- Macrotyloma geocarpum
- Macrotyloma maranguense
- Macrotyloma oliganthum
- Macrotyloma rupestre
- Macrotyloma stenophyllum
- Macrotyloma stipulosum
- Macrotyloma tenuiflorum
- Macrotyloma uniflorum